# François Guizot

François Guizot

François Pierre Guillaume Guizot (n. 4 octombrie 1787, Nîmes - d. 12 septembrie 1874, Saint-Ouen-le-Pin) a fost un istoric, orator și om de stat francez.
A jucat un rol politic important în perioada de dinaintea Revoluției de la 1848.
Astfel, a fost un liberal conservator care s-a opus venirii la putere a lui Carol al X-lea și a susținut monarhia constituțională în cadrul Revoluției din iulie 1830.
În perioada 19 septembrie 1847 - 23 februarie 1848 a deținut funcția de prim-ministru, fiind al XXII-lea premier al Franței.
S-a remarcat și în ceea ce privește învățământul național, unde, ca ministru al instrucției publice, a susținut crearea a cât mai multe școli în departamente și comune.
A fost membru al Academiei Franceze, începând din 1836.